# شورای عالی آموزش و پرورش ترکیه
شورای عالی آموزش عالی ترکیه (ترکی استانبولی: Yükseköğretim Kurulu, YÖK) عالی‌ترین مسئول نظارت بر دانشگاه‌های ترکیه که در یک ظرفیت تعریف‌بندی شده توسط ماده ۱۳۰ و ۱۳۱ از قانون اساسی ترکیه در سال ۱۹۸۲ تصویب شده‌است.
رتبه علمی ترکیه در منطقه اول و رتبه او در جهان 15ام است.